# Gérard Ducerf
Gérard Ducerf, né le 12 juillet 1949, est un botaniste, auteur et conférencier français, ayant publié des ouvrages sur les plantes bioindicatrices.

## Biographie
Gérard Ducerf est un éleveur de bovins de Briant contraint d’arrêter son exploitation en 1979 à la suite d'un grave accident. Autodidacte, il se forme alors à la botanique et collecte des plantes médicinales pour les laboratoires. Son intérêt pour la phytosociologie l'amène à découvrir les propriétés bioindicatrices des plantes. Aujourd'hui botaniste, Gérard Ducerf intervient depuis la fin des années 1980 auprès de différentes structures publiques, groupements d'agriculteurs ou de conservatoires de la nature,.
En 1988, il fonde avec Françoise Armand-Martinez l'entreprise Promonature, à la fois bureau d'études floristiques, centre de formation, éditeur et agence de photos de botanique. Il y développe une méthode d'analyse, des plantes bioindicatrices pour établir des diagnostics de sols dynamiques, permettant de comprendre ce qui s'est passé et ce que le sol peut devenir grâce à l'inventaire de la flore spontanée,.
Au début des années 2010, il ravive l'association qui gère le verger conservatoire du Brionnais et en devient président,.
Gérard Ducerf anime régulièrement des conférences auprès du grand public,.

## Ouvrages
Il rédige une dizaine de livres sur la botanique.
Son encyclopédie des plantes bioindicatrices, alimentaires et  médicinales, qui présente plus de 750 plantes en 3 volumes, est devenue un ouvrage de référence. Il est cité par certains chercheurs académiques,,. Il est considéré comme une référence dans le milieu agricole et en particulier parmi les permaculteurs.  Il décrit les plantes bioindicatrices des champs et prairies, pour aider les agriculteurs et jardiniers à évaluer les caractéristiques de leurs sols, l'histoire de ces sols et leurs besoins et potentialités agroécologiques ; à partir de l'observation des plantes qui y vivent spontanément. Son fascicule des conditions de levée de dormance des plantes bio-indicatrices décrit les conditions de levées de dormance des graines de nombreuses plantes.
Vulgarisateur, il met à disposition des photos de plantes dans leur milieu, ainsi que des clés simplifiées pour faciliter l'accès aux non-spécialistes.

### Principaux ouvrages
- Gérard Ducerf, L'encyclopédie des plantes bio-indicatrices alimentaires et médicinales : guide de diagnostic des sols, vol. 1, Briant, Éd. Promonature, 2014, 3e éd. (1re éd. 2005), 352 p., Broché 29 x 20 x 2,5 cm (ISBN 9782951925878).
- Gérard Ducerf et Camille Thiry, L'encyclopédie des plantes bio-indicatrices alimentaires et médicinales : guide de diagnostic des sols, vol. 2, Briant, Éd. Promonature, 2003, 278 p. (ISBN 2-9519258-0-8, BNF 38953985).
- Gérard Ducerf, L'encyclopédie des plantes bio-indicatrices alimentaires et médicinales : guide de diagnostic des sols, vol. 3, Briant, Éd. Promonature, 2013, 1re éd., 351 p., Broché 29 x 20 x 24 cm (ISBN 9791091115001).
- Gérard Ducerf, Fascicule des conditions de levée de dormance des plantes bio-indicatrices : Outil de diagnostic des sols, Briant, Éd. Promonature, 2015, 2e éd., 40 p., Broché 24 x 21 x 5 cm (ISBN 9791091115018).
- Gérard Ducerf, Guide ethnobotanique de phytothérapie, Briant, Promonature, 2006, 112 p. (ISBN 2-9519258-3-2, BNF 40967705).
- Gérard Ducerf, Diana Ubarrechena et George Oxley, Manifeste gourmand des herbes folles : Se faire du bien en dégustant les plantes sauvages, Paris, Du Toucan Éditions, 2013, 356 p., 28 x 21 cm (ISBN 9782810005314)[18].
- Gérard Ducerf et Moutsie, Récolter les jeunes pousses des plantes sauvages comestibles : En toute confiance, sans risque de confusion !, Escalquens/01-Péronnas, Édition de Terran, 2021, 2e éd. (1re éd. 2015), 304 p., 16 x 24 cm (ISBN 9782359811650)[19].
- Gérard Ducerf (préf. Thierry Thévenin et Rémi Geneston), La flore photo, flore de France et des contrées limitrophes : Volume 1, Clés des familles, vol. 1 : Clés des familles, Briant, Éd. Promonature, 2018, 1029 p., Grand format 30 x 20,8 x 5,5 cm (ISBN 9791091115049)[20].